# Альба, Хакобо Фитц-Джеймс Стюарт (1878)
Дон Хакобо Фитц-Джеймс Стюарт и Фалько (17 октября 1878 — 24 сентября 1953) — испанский аристократ и гранд, 17-й герцог Альба (1901—1953). Дипломат, политик и коллекционер произведений искусства. Также носил титулы герцога Бервика, графа Лемоса, Лерина и Монтихо, маркиза де Карпио. Кавалер Ордена Золотого руна. Близкий друг и сторонник короля Испании Альфонсо XIII.

## Биография
Старший сын Карлоса Марии Фитц-Джеймса Стюарта и Палафокса (1849—1901), 16-го герцога Альба-де-Тормес (1881—1901), и Марии дель Росарио Фалько и Осорио (1854—1904), 21-й графини де Сируэла.
15 октября 1901 года после смерти своего отца Хакобо Фитц-Джеймс Стюарт и Фалько унаследовал его многочисленные титулы и богатые владения.
Первоначально Хакобо Фитц-Джеймс Стюарт служил в качестве спального дворянина при короле Испании Альфонсо XIII. В 1902 году он был пожалован в кавалеры Королевского Викторианского ордена Великобритании.
С 2 февраля 1930 по 18 февраля 1931 год — министр иностранных дел Испании. Во время Гражданской войны в Испании (1936—1939) коммунисты захватили и разрушили резиденцию герцогов Альба — дворец Лирия в Мадриде (который позднее был восстановлен его дочерью) и убили его младшего брата Эрнандо Карлоса Марию Терезу Фитц-Джеймс Стюарта и Фалько (1882—1936). В 1937—1942 годах герцог Альба был официальным представителем генерала Франко в Лондоне. В 1939 году английское правительство под руководством Невилла Чемберлена официально признало диктаторский режим генерала Франко в Испании.
После окончания Второй мировой войны отношения диктатора Франко и герцога Альба заметно охладились. Герцог выступал за скорейшее восстановление монархического правления в Испании. В 1947 году герцог Альба был одним из главных гостей на свадьбе принцессы Елизаветы и Филиппа, герцога Эдинбургского.
Герцог Альба был министром народного просвещения во время диктатуры премьер-министра и генерала Дамасо Беренгера (1930—1931). 21 ноября 1937 года он стал официальным представителем режима генерала Франко в Лондоне, столице Великобритании. 8 марта 1939 года после отставки посла Испанской республики Пабло де Азкарате герцог Альба стал официальным послом Испании в Великобритании.
19 марта 1945 года принц Хуан де Бурбон, претендент на королевский трон в Испании, опубликовал в Лозанне манифест, в котором призывал диктатора Франко передать власть в стране демократической и конституционной монархии. Многие известные испанские государственные деятели, сторонники возвращения монархии, отказывались сотрудничать с диктатором и уходили в отставку. По словам историка Пола Престона, первым это сделал герцог Альба, отказавшийся от должности испанского посла в Лондоне.
Он также был сенатором Королевства, президентом и директором Королевской исторической академии, членкором Британской академии (1933), почётным доктором Оксфордского университета, кавалером Ордена Карлоса III (1919) и Ордена Золотого Руна (1926).
Герцог Альба начал восстановление Дворца Лирия, резиденции дома Альба в Мадриде, разрушенного во время Гражданской войны в Испании. Его работу по реконструкции дворца завершила дочь и наследница Каэтана. Чтобы обогатить большую коллекцию произведений искусства, собранную его предками, герцог купил несколько картин, в том числе Рубенса.

## Участие в Олимпийских играх
В 1920 году 41-летний герцог Альба участвовал в Олимпийских играх в Антверпене (Бельгия), где выиграл серебряную медаль в соревнованиях по поло. Испанская команда по поло состояла из аристократов. Кроме герцога Альба, в ней были его младший брат Эрнандо, а также братья Альваро (1893—1950) и Хосе (1897—1920), сыновья Альваро де Фигероа и Торреса, графа Романонеса, и граф Леопольдо Сайнс де ла Маса (1879—1954).

## Семья и дети
7 октября 1920 года герцог Альба женился в Лондоне на Марии дель Росарио де Сильва и Гуртубай (4 апреля 1900 — 11 января 1934), придворной даме королевы Испании Виктории Евгении, дочери Альфонсо де Сильва и Фернандеса де Кордобы (1877—1955), 16-го герцога Алиага, и Марии дель Росарио Гуртубай (1879—1948), богатой наследнице рода герцогов де Ихар. В браке у них родилась единственная дочь:
- Альба Мария дель Росарио Каэтана Альфонса Виктория Евгения Франциска Фитц-Джеймс Стюарт и Сильва (28 марта 1926 — 20 ноября 2014), глава дома Альба и 18-я герцогиня Альба (с 24 сентября 1953 года).

## Титулы
- 17-й герцог Альба, гранд Испании
- 10-й герцог Монторо, гранд Испании, титул передан дочери Каэтане
- 10-й герцог Бервик, гранд Испании
- 10-й герцог Лириа-и-Херика, гранд Испании
- 13-й герцог Уэскар, гранд Испании — титул передан внуку Дону Карлосу
- 11-й граф-герцог Оливарес, гранд Испании
- 2-й герцог Архона, гранд Испании

- 16-й маркиз Эль-Карпио, гранд Испании
- 22-й маркиз Кориа
- 19-й маркиз Мойя
- 17-й маркиз Баркаррота
- 18-й маркиз Сарриа
- 19-й маркиз Ардалес — титул передан сестре Донье Евгении Соль
- 17-й маркиз Вильянуэва-дель-Фресно
- 16-й маркиз Вильянуэва-дель-Рио
- 19-й маркиз ла Мота
- 13-й маркиз Эличе
- 11-й маркиз Oсера
- 11-й маркиз Таразона
- 13-й маркиз Сан-Леонардо
- 15-й маркиз ла Албага

- 19-й граф Лерин, гранд Испании, констебль Наварры
- 21-й граф Лемос, гранд Испании
- 19-й граф Осорно, гранд Испании
- 21-й граф Сируэла, гранд Испании
- 15-й граф Монтеррей, гранд Испании
- 24-й граф Сан-Эстебан-де-Гормас
- 20-й граф Миранда-дель-Кастаньяр
- 19-й граф Виллальба
- 17-й граф Гелвес
- 18-й граф Андраде
- 15-й граф Фуэнтес-де-Вальдеперо
- 16-й граф Гальве
- 15-й граф Касаррубиос-дель-Монте
- 10-й граф Фуэнтидуэния
- 13-й граф Айала
- 11-й граф Санта-Крус-де-ла-Сьерра
- 10-й граф Tинмаут
- 20-й граф Модика (Королевство Сицилия)

- 11-й виконт ла-Кальсада

- 10-й барон Босворт

- 28-й сеньор де Могер